# 小行星7075
小行星7075（英語：7075 Sadovnichij）是一颗围绕太阳公转的小行星。1979年9月24日，尼古拉·切爾尼赫在克里米亚发现了此天体。
这颗小行星的绝对星等为164.7884102310326等。